# Psicohistoria
Esta página se refiere a la psicohistoria en la realidad. Para el uso que hace del término Isaac Asimov, véase Psicohistoria (ficción)
La psicohistoria es el estudio de las motivaciones psicológicas de eventos históricos. En ella se combinan análisis provenientes de la psicoterapia con metodologías de investigación de las ciencias sociales, para la comprensión del origen emocional de las conductas sociales y políticas de grupos y naciones, en el pasado y en el presente.

## Descripción

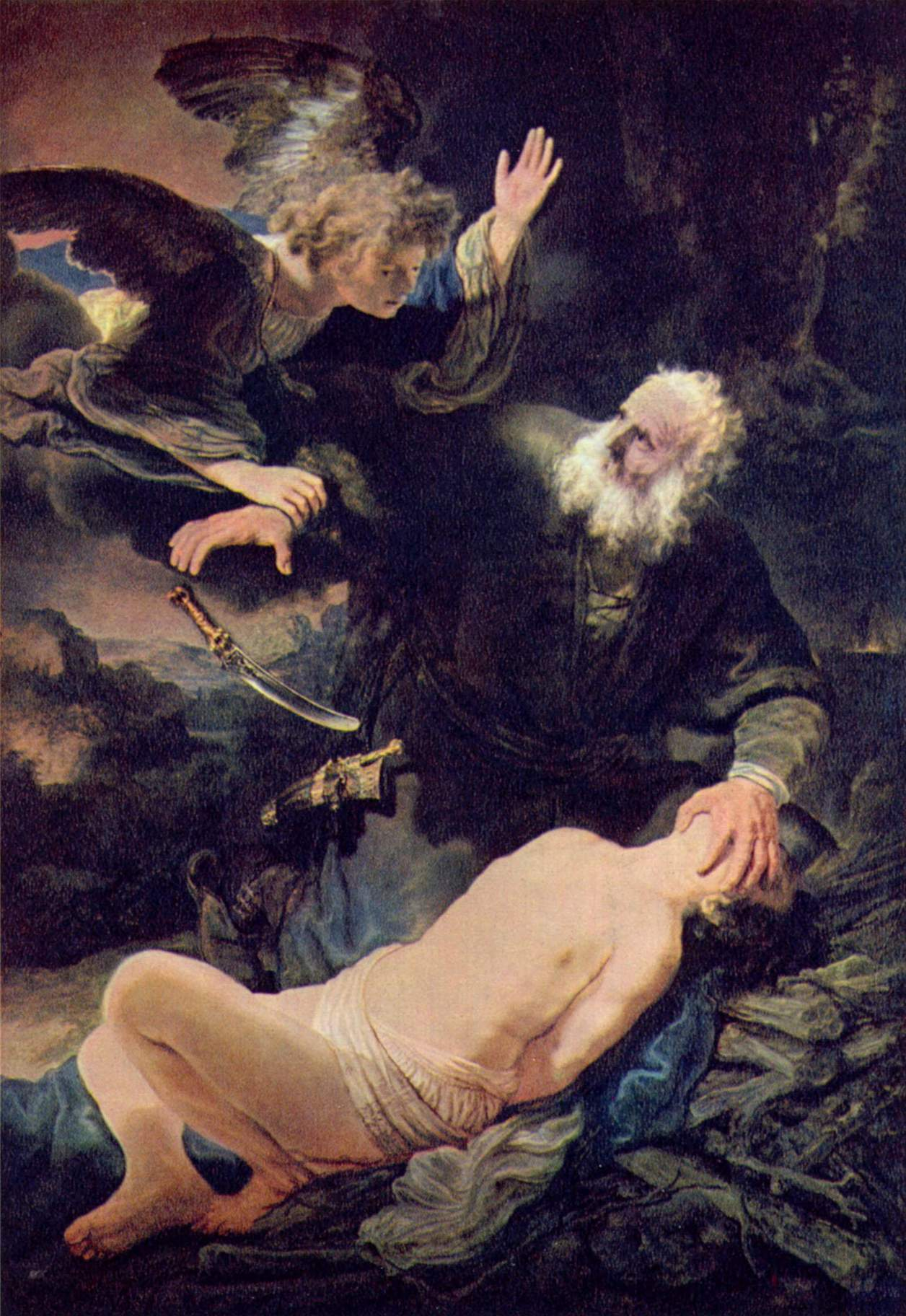
Pintura de Rembrandt sobre el sacrificio de Isaac, del Antiguo Testamento.

Muchos de los postulados de la psicohistoria derivan de temáticas que parecen ser ignoradas por los historiadores convencionales, y que tendrían un rol de factores modeladores de la historia humana; en particular, los efectos del nacimiento de niños, las prácticas de crianza y el abuso infantil. En la psicohistoria se considera el impacto histórico del incesto, el infanticidio y el sacrificio de niños. La psicohistoria sostiene que las sociedades humanas pueden variar entre prácticas infanticidas y no-infanticidas, y han utilizado la expresión “Forma primitiva de infanticidio” para describir los abusos y negligencias observadas por varios antropólogos.
Muchos científicos, políticos e historiadores enseñan que la conducta social está generalmente guiada por motivaciones racionales más que irracionales, y que la violencia internacional a menudo es instigada por conveniencias económicas. Los psicohistoriadores, en cambio, sugieren que la conducta social puede constituir la actualización autodestructiva de maltratos a temprana edad, y que los recuerdos inconscientes de temores primitivos sobre padres castigadores pueden dominar la conducta social e individual.
La psicohistoria ha sido reconocida por su ayuda en la tarea de revitalizar las biografías históricas. Ejemplos notables de psicobiografías son los de Lewis Namier, quien escribió acerca de la Cámara de los Comunes de Inglaterra, y los de Fawn Brodie, acerca de Thomas Jefferson.

## Áreas de estudio en psicohistoria
Existen tres áreas de estudio interrelacionadas en psicohistoria:
1. Historia de la infancia, la cual indaga preguntas tales como:
- Cómo se cría a los niños a través de la historia
- Cómo se constituyen las familias
- Cómo es que la raíz de muchos problemas se originan en etapas tempranas
- Cómo y por qué las prácticas de crianza han cambiado a través del tiempo
- El lugar y valor de la infancia en la sociedad y su cambio a través del tiempo
- Cómo y por qué han cambiado nuestras visiones acerca del maltrato infantil
- Por qué en las sociedades modernas aún se niega la realidad del maltrato infantil

2. Psicobiografía, que busca comprender a personajes históricos individualmente; sus influencias y motivaciones en la historia.
3. Psicohistoria de grupos, que busca comprender las motivaciones de grupos amplios de personas, incluyendo naciones y hechos comunes. En este sentido, la psicohistoria utiliza el análisis de fantasías grupales en discursos políticos, caricaturas políticas y titulares mediáticos, asumiendo que lo que se dice en esos contextos son claves para influir en conductas y pensamientos a nivel inconsciente y otras áreas. 

## Nacimiento de la disciplina
El primer uso académico del término aparece en un libro de Erik Erikson, Young Man Luther. A Study in Psychoanalysis and History (El joven Lutero. Un estudio desde el Psicoanálisis y la Historia, 1958), psicólogo destacado en el campo de la psicología evolutiva, donde el autor denomina psicohistoria a la disciplina que examina el impacto del carácter del hombre en la historia. 
En The Child in Human Progress (El niño en el progreso de la humanidad, 1916), George Payne fue el primero que estudió la frecuencia del infanticidio y de la brutalidad con respecto a los niños en la historia, en particular en la Antigüedad. Los griegos y los romanos eran una isla de civilización en un mar de naciones que seguían sacrificando niños a los dioses: práctica a la que los romanos trataron en vano de poner fin.
La lista de los más importantes "psicohistoriadores" incluiría a Alice Miller y Julian Jaynes, aun cuando ellos difícilmente se habrían catalogado como tales.
Lloyd deMause ha sido el principal pionero la psicohistoria como esta disciplina se entiende hoy día; su influencia sigue siendo importante en la actualidad. DeMause y otros señalan que la psicohistoria es un campo científico particular, con métodos, objetivos y teorías propias y particulares, y que como tal está separado de la historia y de la antropología. Sin embargo algunos historiadores, científicos sociales y antropólogos han argumentado que en sus propias disciplinas es posible encontrar descripciones de motivaciones psicológicas a hechos históricos, y que la psicohistoria no constituye un campo independiente.
Otros han descartado las teorías de deMause, señalando que el énfasis dado por la psicohistoria a la especulación acerca de motivaciones psicológicas de las personas en la historia, constituye un campo de estudio completamente indisciplinado. 
Los psicohistoriadores responden que la diferenciación de su disciplina es una cuestión de énfasis, considerando que en los estudios convencionales la descripción y la narrativa son lo central, y difícilmente se incluye lo motivacional. Para la psicohistoria el trato a los niños adquiere un papel central.

## Periodización de las relaciones paternofiliales
En la psicohistoria la periodización de las relaciones paternofiliales significa un tipo de mentalidad (o psicoclase) que resulta de, y está asociada a, un modo particular de puericultura: desde el más regresivo infanticidio hasta las formas más civilizadas de apoyo a la infancia.
Las principales formas de relaciones paternofiliales identificadas por Lloyd deMause son:
| Modo          | Características de puericultura | Manifestaciones históricas |
| ------------- | --- | --- |
| Infanticidio  | Forma primitiva de Infanticidio: Sacrificio ritual. Altos índices de infanticidio, incesto, mutilación corporal, violación de niños, torturas de parte de los padres. | Sacrificio de niños e infanticidio en las tribus nómadas; en el mundo prehispánico mesoamericano e Inca; en Fenicia, Cartago y en otros estados del Mundo Antiguo. Por otra parte, los griegos y romanos practicaron el relativamente menos abusivo expósito. |
| Infanticidio  | Forma tardía de infanticidio: Expósito de bebés, especialmente de niñas, hasta su muerte. | Sacrificio de niños e infanticidio en las tribus nómadas; en el mundo prehispánico mesoamericano e Inca; en Fenicia, Cartago y en otros estados del Mundo Antiguo. Por otra parte, los griegos y romanos practicaron el relativamente menos abusivo expósito. |
| Abandono      | Los primeros cristianos consideraban que el niño tenía un alma en el nacimiento, aunque poseía tendencias malignas. El infanticidio rutinario fue reemplazado por la fantasía grupal del sacrificio de Cristo, quien se creía había sido enviado por su padre para ser asesinado por los pecados de otros. La pederastia rutinaria de niños continuó en los monasterios y en otros lugares, y la violación de las niñas era un lugar común.                                            | Empañamiento prolongado de bebés con apretadas fajas, entrega de niños a padres adoptivos, contratación de nodrizas lejos del hogar, oblación de niños a los monasterios y diversos oficios; aunque seguía siendo común el expósito de niños.                 |
| Ambivalencia  | El siglo XII presenció los primeros manuales de instrucción y las primeras rudimentarias leyes de protección para niños, aunque la mayoría de las madres continuaban rechazando emocionalmente a sus hijos. Los niños frecuentemente eran tratados como objetos eróticos por los adultos. | Enemas o lavativas, golpes a temprana edad, empañamiento menos prolongado y duelo por los niños muertos precursor de la empatía. |
| Intrusión     | En el siglo XVI, especialmente en Inglaterra, los padres comenzaron a cambiar de tratar de detener el crecimiento del niño a tratar de controlarlo y hacerlo obediente. Los padres estaban preparados para darles atención siempre y cuando pudieran controlar sus mentes, sus adentros, su enojo y las vidas que tenían. | Control de esfínteres, represión de la sexualidad infantil, fin de la empañadura y de las nodrizas, la empatía era ahora posible, surgimiento de la pediatría.                                                                                                |
| Socialización | Iniciando el siglo XVIII, las madres comenzaron a gozar verdaderamente el cuidado de sus hijos, y los padres comenzaron a participar en el desarrollo de los niños más pequeños. El objetivo continuaba siendo inculcar metas parentales más bien que procurar la individuación. La manipulación psicológica y los golpes se usan para hacer más obediente al niño. La forma de socialización es el modo más común de parentela en Norteamérica y Europa occidental hasta el presente. | Uso de la culpa, humillación, surgimiento de la escuela coercitiva y adaptación coercitiva del niño a la sociedad. |
| Apoyo         | Entre finales del siglo XIX y mediados del siglo XX, algunos padres adoptaron el papel de ayudar a sus hijos a alcanzar sus propias metas en la vida más que "socializarlos" a que cumplan los afanes parentales. Menos manipulación psicológica, más amor incondicional. Los niños que crecieron de esta manera son más empáticos hacia otros que las generaciones anteriores. | Movimiento de los derechos del niño, Escolaridad no forzada, Escuela Nueva y Escuela libre. |

La gráfica de abajo muestra los previos siglos en que se cree que estas diversas formas paternofiliales evolucionaron en las naciones más avanzadas. La gráfica, que aparece en Foundations of Psychohistory (deMause, 1982 p. 61), no muestra las eras del hombre nómada y ni siquiera el lapso de la Grecia y Roma clásicas, cuando hubo oscilaciones paradójicas en puericultura. Es de notar que el advenimiento de la forma de crianza ambivalente a mediados del siglo XIV coincide por una o dos generaciones con el inicio del Renacimiento, así como el advenimiento de la forma socializante coincide con la Ilustración a finales del siglo XVIII.

Los reportes de periódicos de los siglos XX y XXI (por ejemplo, el expósito y el aborto selectivo de niñas en la India causa un déficit de millones de mujeres en esa nación) muestran que las formas más regresivas de puericultura coexisten con las formas tardías, incluso en las sociedades más avanzadas. Sin embargo, la gráfica no debe considerarse una representación exacta de la presencia relativa de cada forma en la actualidad.

## Una psicoclase para tiempos postmodernos
En The Emotional Life of Nations deMause escribió: "Mi conclusión de toda una vida de estudiar la historia de la infancia es que la sociedad se basa en el maltrato de menores". De acuerdo a la teoría de la periodización de las relaciones paternofiliales, desde el hombre de neandertal la mayoría de las tribus y familias han practicado el infanticidio, la mutilación infantil, el incesto y el apaleo de niños a lo largo de la prehistoria e historia. En la actualidad la forma “socialización” en occidente se considera mucho menos abusiva en el campo de la psicohistoria, aunque este nivel no está del todo libre de malos tratos. 
 "Cada generación inicia de nuevo con bebés puros, deseosos, con fe y dispuestos a amar y crear un nuevo mundo. Y cada generación de padres tortura, maltrata, abandona y domina a sus hijos hasta convertirlos en adultos emocionalmente minusválidos que repiten de manera casi idéntica la violencia y el dominio social que existió en previas décadas"  (deMause 2002, p. 97).
No obstante, existe un rasgo optimista en el campo. Los psicohistoriadores creen que cuando la violencia contra los niños desaparezca, el impulso homicida de, digamos, los asesinos en serie o los terroristas desaparecerá . La violencia política de cualquier otro tipo desaparecerá también, así como la religión misma, el pensamiento mágico, los trastornos mentales, el crimen, las cárceles, las guerras y demás inhumanidades del hombre contra el hombre (ibíd., pp. 391, 430ff). 

## Organizaciones y centros de estudio
El principal centro para el estudio de la psicohistoria es el Instituto de Psicohistoria, el cual cuenta con 19 homólogos alrededor del mundo, y ha publicado por 30 años la Journal of Psychohistory. Su director es Lloyd deMause.
La Asociación Internacional de Psicohistoria es la organización profesional de quienes se dedican a este campo de estudio. Pública Psychohistory News, y cuenta con una biblioteca que se puede contactar por correo. Realizan convenciones anuales.
La psicohistoria es impartida en algunas universidades dentro de los programas de historia o de ciencias sociales, o como estudio de postgrado. Las siguientes universidades han publicitado cursos detallados: Universidad de Boston; Universidad de la Ciudad de Nueva York; Universidad Estatal de Nueva York en Rockland; Universidad de Nevada, y la Universidad Wesleyan en Middletown, Connecticut.